# Onthophagus prehensilis
Onthophagus prehensilis là một loài bọ cánh cứng trong họ Bọ hung (Scarabaeidae).